# Герб комуни Уппвідінге
Герб комуни Уппвідінге (швед. Uppvidinge kommunvapen) — символ шведської адміністративно-територіальної одиниці місцевого самоврядування комуни Уппвідінге. 

## Історія
Герб комуни Уппвідінге розроблено 1971 року. Офіційно зареєстровано 1976 року.

## Опис (блазон)
У золотому полі, по периметру якого йде червоний бордюр, червона квітка з двома листками і корінням.

## Зміст
Квітка походить з печатки герада (територіальної сотні) Уппвідінге за 1568 рік. Тип квітки не визначений, а колористика взята з герба Смоланду. Бордюр (облямівку) додано для відрізнення від подібних гербів.